# Carovigno
Carovigno er en by i Apulien, Italien med 16.917 (2023) indbyggere.